# Lomtjärnen (Norra Finnskoga socken, Värmland, 675919-131133)
Lomtjärnen är en sjö i Torsby kommun i Värmland och ingår i Glommas huvudavrinningsområde.